# Dudich Sándor
Dudich Sándor László (Kéménd, 1942. október 15. – 2025. április 1.) szlovákiai magyar biológus, egyetemi professzor.

## Élete
1964-ben a pozsonyi Comenius Egyetemen szerzett biológus oklevelet. 1975-ben doktorált állatökológiából (kőbányák madártársulásai). 1993-tól kandidátus, 1996-től egyetemi docens, 2002-től pedig egyetemi tanár.
1964–1973 között a nyitrai Mezőgazdasági Főiskolán az állattan, közben 1969–1972 között a nyitrai Pedagógiai Főiskolán az általános biológia oktatója volt. 1973–1985 között a Szlovák Tudományos Akadémia Kísérleti Biológiai Intézetének, 1985–1992 között pedig a SZTA zólyomi Erdőökológiai Intézetének a munkatársa. 1993-tól a Zólyomi Műszaki Egyetem Selmecbányai Ökológiai Karának oktatója, 1991-1997 között a Biológia és általános ekológia tanszék vezetője volt.
Antropogén biotópok madárközösségeivel, az Északi-Kárpátok és a Pannon-medence kisemlős–ektoparazita társulások vizsgálatával, apró emlősök külső élősködőinek chorológiai, illetve bionómiai kutatásával foglalkozott.
A Szlovák Zoológiai Társaság tagja, a Združenie Slatinka alapítója.

## Művei
Öt szakmonográfia szerzője, illetve társszerzője.
- 1982 Distribution and some aspects of ecology of Sorex alpinus Schinz, 1837 (Mammalia, Insectivora) in the Western Carpathians. Abstracts of Papers III/ITC, Helsinki, 62. (tsz. Stollmann András)
- 1983 Rozšírenie piskora vrchovského (Sorex alpinus Schinz, 1837; Soricidae, Insectivora) na Slovensku. Biologia 38, 181-190. (tsz. Stollmann András)
- 1993 K poznaniu mikromamálií a ektoparazitov Ponitria 2. Drobné zemné cicavce (Insectivora, Rodentia) okresu Nitra. Rosalia 9, 241-272 (tsz. Stollmann A. – Ambros M.)
- 1994 K histórii zoologického výskumu Tekova. Acta Musei Tekovensis 2, 153-163
- 1999 Small mammals (Insectivora, Rodentia) of wetland habitats of southern Slovakia. Rosalia 14, 102-119 (tsz. Ambros M. – Stollmann A.)
- 2009 Distribution and conservation management of the Root Vole (Microtus oeconomus) populations along the Danube in Central Europe (Rodentia: Arvicolinae). Lynx 40, 29-42. (tsz. Stollmann András, Gubányi A.és Ambros, M.)
- 2020 Ornitológusok szakmai és emberi kapcsolatai Dunán innen és túl. In: Spravodaj múzea – Múzeumi Híradó XXV, 92-116. (tsz. Stollmann András)